# Kněžna z Condé
Kněžna z Condé je titul manželky knížete z Condé, což je francouzský šlechtický titul. Rod Condé je kadetskou větví rodu Bourbonů, která hrála významnou roli ve francouzské historii.

## Seznam kněžen z Condé
| Portrét | Jméno                                           | Otec                                                                 | Narození         | Sňatek            | Stala se kněžnou                           | Přestala být kněžnou              | Smrt               | Manžel                 |
| ------- | ----------------------------------------------- | -------------------------------------------------------------------- | ---------------- | ----------------- | ------------------------------------------ | --------------------------------- | ------------------ | ---------------------- |
|         | Eléanor de Roucy de Roye                        | Karel, hrabě z Roucy (Royští)                                        | 24. února 1535   | 22. června 1551   | 22. června 1551                            | 23. července 1564                 | 23. července 1564  | Ludvík de Bourbon      |
|         | Francoise d'Orléans-Longueville                 | František, markýz z Rothelin (Valois)                                | 5. dubna 1549    | 8. listopadu 1565 | 8. listopadu 1565                          | 13. března 1569 manželova smrt    | 11. června 1601    | Ludvík de Bourbon      |
|         | Marie de Clèves                                 | František I., vévoda z Nevers (La Marckové)                          | 1553             | 10. srpna 1572    | 10. srpna 1572                             | 14. listopadu 1574                | 14. listopadu 1574 | Jindřich               |
|         | Šarlota Kateřina de La Trémoille                | Ludvík, vévoda z Thouars (La Trémoillové)                            | 1568             | 16. března 1586   | 16. března 1586                            | 5. března 1588 manželova smrt     | 28. srpna 1629     | Jindřich               |
|         | Šarlota Markéta de Montmorency                  | Jindřich, vévoda z Montmorency (Montmorencyové)                      | 11. května 1594  | 17. května 1609   | 17. května 1609                            | 26. prosince 1646 manželova smrt  | 2. prosince 1650   | Jindřich               |
|         | Klára Clémence de Maillé                        | Urban, markýz z Brézé (Mailléové)                                    | 25. února 1628   | února 1641        | 26. prosince 1646 manželův nástup na trůn  | 11. listopadu 1686 manželova smrt | 16. dubna 1694     | Ludvík, le Grand Condé |
|         | Anna Henrietta Bavorská                         | Eduard, falckrabě ze Simmernu (Falcko-Simmernští)                    | 13. března 1648  | 11. prosince 1663 | 11. listopadu 1686 manželův nástup na trůn | 1. dubna 1709 manželova smrt      | 23. února 1723     | Jindřich Jules         |
|         | Luisa Františka de Bourbon, Légitimée de France | Ludvík XIV. Francouzský (nelegitimní) (Bourboni)                     | 1. června 1673   | 25. května 1685   | 1. dubna 1709 manželův nástup na trůn      | 4. března 1710 manželova smrt     | 16. června 1743    | Ludvík                 |
|         | Marie Anna de Bourbon                           | František Ludvík, kníže z Conti (Bourboni)                           | 18. dubna 1689   | 9. srpna 1713     | 9. srpna 1713                              | 21. března 1720                   | 21. března 1720    | Ludvík Jindřich        |
|         | Lankraběnka Karolína Hesensko-Rotenburská       | Ernest Leopold, Lankrabě hesensko-rotenburský (Hesensko-Rotenburští) | 18. srpna 1714   | 24. července 1728 | 24. července 1728                          | 27. ledna 1740 manželova smrt     | 14. června 1741    | Ludvík Jindřich        |
|         | Šarlota de Rohan                                | Karel, kníže ze Soubise (Rohanové)                                   | 7. října 1737    | 3. května 1753    | 3. května 1753                             | 4. března 1760                    | 4. března 1760     | Ludvík Josef           |
|         | Marie Kateřina Brignolová                       | Giuseppe Brignole-Sale, markýz z Groppoli (Brignolsko-Salští)        | 7. října 1737    | 24. října 1798    | 24. října 1798                             | 18. března 1813                   | 18. března 1813    | Ludvík Josef           |
|         | Batilda d'Orléans                               | Ludvík Filip, vévoda z Orleáns (Orleánští)                           | 9. července 1750 | 24. dubna 1770    | 13. května 1818 manželův nástup na trůn    | 10. ledna 1822                    | 10. ledna 1822     | Ludvík Jindřich Josef  |